# Jitske Kingma
Jitske Kingma (Leeuwarden, 17 mei 1959) is een Nederlandse schrijfster, die in het Fries publiceert. Daarnaast is ze redactielid van het Friese literaire tijdschrift De Moanne. Ook is ze zelfstandig uitgeefster.

## Achtergrond
Kingma, afkomstig uit een boerengezin, volgde aan de Pedagogische Academie in Leeuwarden een opleiding tot onderwijzeres. Daarna werkte ze als correctrice bij een drukkerij, tot ze genoeg had verdiend om twee jaar door Azië, Australië en Israël te reizen. De verhalen die ze daarover schreef werden gepubliceerd in het tijdschrift Frysk & Frij, waarvoor ze na terugkeer in Nederland als freelancer werkte. Daarna was ze gedurende veertien jaar verbonden aan het Friesch Dagblad - uiteindelijk als chef van de redactie. Vervolgens werkte ze acht jaar lang bij internetuitgeverij Gopher. In 2007 begon ze in Leeuwarden een eigen bedrijf, uitgeverij Elikser.

## Literaire activiteiten
Kingma debuteerde in 1989 met In dûk yn 'e Ganges ('Een duik in de Ganges'), een "geromantiseerd reisverhaal", geschreven op basis van de aantekeningen die ze tijdens haar reizen maakte. Dit boek werd door recensenten gemengd ontvangen. Henk van der Veer prees in het Sneeker Nieuwsblad met name de wijze waarop Kingma de sfeer en de wederwaardigheden van de twee vrouwelijke reisgenoten had beschreven. Durk van der Ploeg was in de Leeuwarder Courant echter uitgesproken negatief: hij miste een spanningsopbouw en stoorde zich aan het in zijn ogen slechte taalgebruik van Kingma. Over dat laatste bleek Anne Wadman in Frysk & Frij minder te vallen, al vond ook hij de dialogen "aan de stijve kant". Kingma beweerde dat de kritiek van Van der Ploeg haar tot strijd prikkelde en stelde meer waarde te hechten aan het oordeel van een vriendin. Dat dit in werkelijkheid anders lag, bleek uit het feit dat het tot 1999 zou duren voor haar tweede publicatie verscheen, In twadde libben ('Een tweede leven'), een openhartige beschrijving van het ontstaan van In dûk yn 'e Ganges. Hierin werd duidelijk dat in weerwil van haar woorden Van der Ploegs bespreking Kingma wel degelijk had geraakt.
Kingma is sinds 2000 lid van de redactie van het Friese literaire tijdschrift Trotwaer (in 2002 opgegaan in De Moanne), waarin ze ook regelmatig publiceert. In 2005 maakte ze deel uit van de jury van de Gysbert Japicxpriis.

## Werk
- In dûk yn 'e Ganges (1989), Friese Pers Boekerij, 93 p. ISBN 9033001977
- In twadde libben (1999), Gophr Publishers, 53 p. ISBN 9076249318

- International Standard Name Identifier: 0000 0003 6870 1420
- Nederlandse Thesaurus van Auteursnamen: 074469703
- Virtual International Authority File: 291991306
- WorldCat: E39PBJbM7vxGhTpY7YCFm6RqcP